# Людина, якій щастило
«Людина, якій щастило» (рос. «Человек, которому везло») — російський радянський художній фільм кіностудії «Ленфільм» 1978 року.

## Зміст
Володимир Ішутін — успішний геолог. Його професія як ніколи затребувана в 30-40-ві роки двадцятого століття в СРСР. Він трудиться не покладаючи рук і гордий тим, що приносить реальну користь країні. Захоплено дивляться на батька його діти, через призму сприйняття яких і подається вся історія.

## У ролях
- Георгій Бурков — Ішутін
- Анатолій Адоскін — Матвєєв
- Галина Антипіна — Ніна
- Тетяна Шестакова — Надя
- Ернст Романов — професор
- Олександр Пороховщиков — Торокін
- Ірина Петровська — Віра
- Юрій Лазарев — Вока
- Костянтин Єршов — Кока
- В епізодах: Олена Андерегг, Михайло Дев'яткін, Юрій Катін-Ярцев, Дмитро Бессонов, Олександр Захаров, Ф. Кузьмін, Віра Медведєва та ін.
- Текст читає Веніамін Смехов